# Coenonympha rifensis
Coenonympha rifensis är en fjärilsart som beskrevs av Weiss 1979. Coenonympha rifensis ingår i släktet Coenonympha och familjen praktfjärilar. Inga underarter finns listade i Catalogue of Life.